# 伍德斯托克 (佛蒙特州)
伍德斯托克（Woodstock）位于美国佛蒙特州中部，是温莎县的县治所在，面积115.6平方公里。根据2000年美国人口普查，共有3,232人，其中白人占98.08%。